# Российско-китайский договор о добрососедстве, дружбе и сотрудничестве
Российско-китайский договор о добрососедстве, дружбе и сотрудничестве подписан 16 июля 2001 года в Москве Президентом России Владимиром Путиным и председателем КНР Цзян Цзэминем. Договор рассчитан на 20 лет с автоматическим продлением срока действия на 5 лет, если ни одна из сторон не выразит намерение отказаться от соглашения.
Договор состоит из 25 статей, которые охватывают различные сферы российско-китайских отношений.
Договором предусмотрено развитие сотрудничества в торгово-экономической, военно-технической, научно-технической, энергетической, транспортной и других областях. Стороны намерены сотрудничать в борьбе с терроризмом, сепаратизмом и экстремизмом. Кроме того, Россия и Китай подтверждают, что не будут применять первыми друг против друга ядерное оружие и не будут взаимно нацеливать стратегические ядерные ракеты.
В 6-й статье договора закрепляется отсутствие у сторон взаимных территориальных претензий. Относительно двух небольших участков границы с неурегулированным статусом стороны сохраняют статус-кво с намерением продолжать переговоры для нахождения взаимовыгодного компромисса.
Хотя в тексте договора подчёркивается, что он не направлен против третьих стран, наблюдатели отмечают, что Россия и Китай опасаются усиления влияния США со стремлением последних принизить значение ООН. Россия с Китаем также негативно оценивают попытки НАТО присвоить себе функции Совета Безопасности ООН, вмешательство в дела суверенных государств под гуманитарными предлогами, поддержку сепаратизма, распространение НАТО, намерение США выйти из договора по ПРО от 1972 года и их отказ присоединиться к некоторым другим международным соглашениям. В то же время, по мнению политолога Александра Храмчихина, есть сомнения в том, что российско-китайское экономическое сотрудничество действительно выгодно и перспективно или по крайней мере может стать таковым для российской стороны. 